# José María Guido
José María Guido (Buenos Aires, 29 de agosto de 1910 — Buenos Aires, 13 de junho de 1975), advogado e político, foi o presidente da Argentina entre 1962 e 1963. Assumiu a presidência após um golpe de Estado contra Arturo Frondzi. 

## Biografia
Guido foi eleito Senado argentino pela Província de Río Negro em 1958, representando a União Cívica Radical Intransigente (UCRI). Ele foi eleito Presidente Provisório do Senado e tornou-se o primeiro na linha da Presidência após a renúncia do Vice-Presidente Alejandro Gómez.

## Presidência

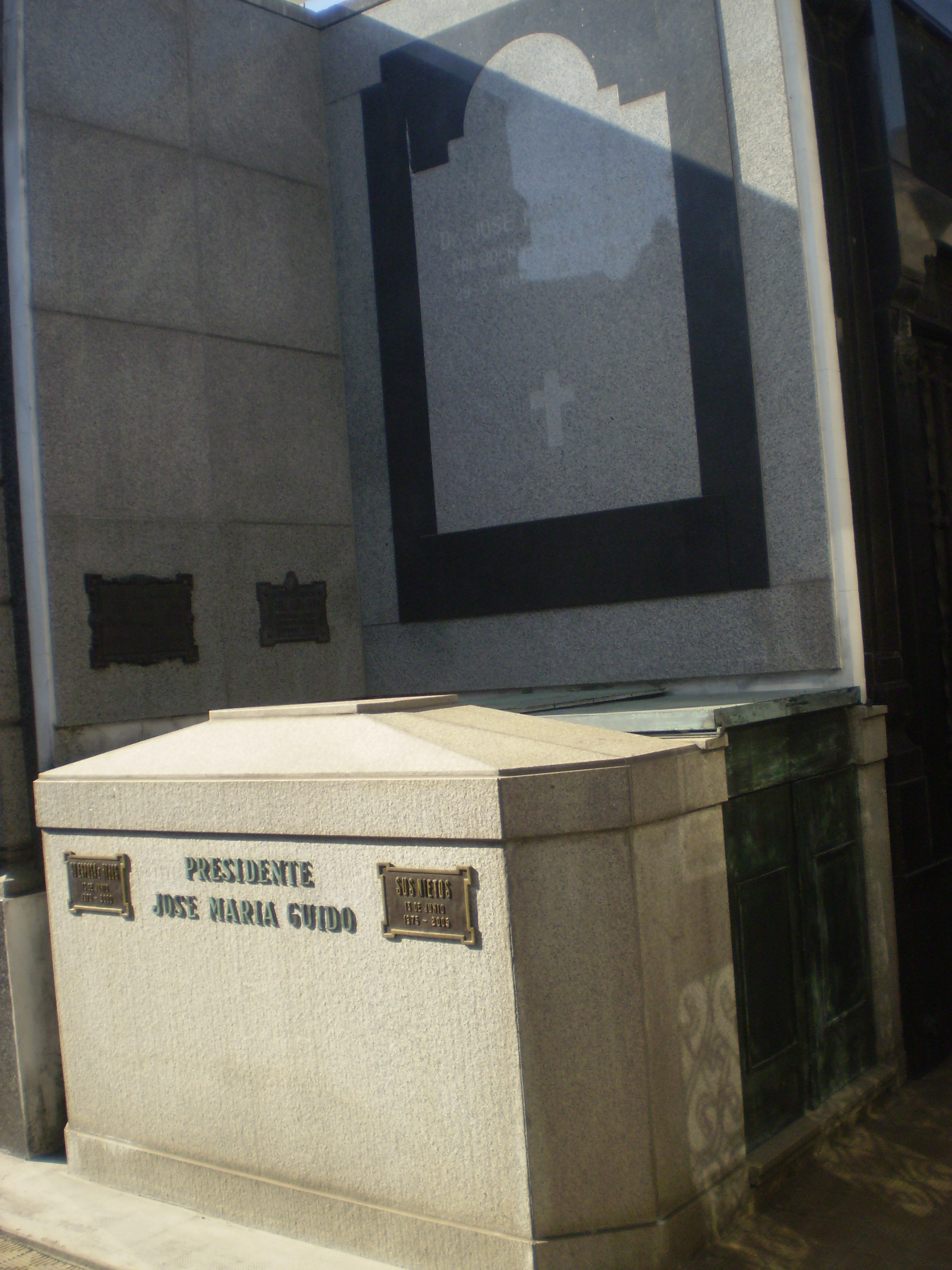
Sepultura de José María Guido no Cemitério da Recoleta.

Após a vitória provincial dos peronistas recentemente re-legalizados, os militares depuseram o presidente Arturo Frondizi, mas relutantemente permitiram que Guido assumisse a presidência, com o apoio da Suprema Corte da Argentina. Guido tornou-se assim o único civil a tomar o poder na Argentina por meio de um golpe militar.

Guido ordenou ao Congresso que anulasse os resultados das eleições de 1962 e suprimiu a causa peronista novamente. Sua presidência foi marcada por violentos confrontos entre facções militares rivais, culminando na Revolta da Marinha Argentina de 1963, que o governo de Guido reprimiu com sucesso. As eleições foram permitidas em 1963, o que levou Arturo Umberto Illia ao poder.